# 米格·安哲爾·希梅尼茲
米格·安哲爾·希梅尼茲（Miguel Ángel Jiménez，1964年1月5日—）是一位西班牙職業高爾夫球選手。出生在西班牙馬拉加。於1988年開始參加PGA歐洲巡迴賽。他是2008年萊德盃歐洲隊的隊員之一。生涯累積獲得了15個歐洲巡迴賽冠軍。

## 外部連結
- PGA巡迴賽網站上的介紹
- PGA歐洲巡迴賽網站上的介紹